# La 4ª Compañía
La 4ª Compañía es una película Mexicana, del año 2016 y que está datada en la época en la que José López Portillo, era presidente de la República, y las diversas acusaciones  que a esta gestión se le impugnan. Protagonizada por Adrián Ladrón, Andoni Gracia, Hernán Mendoza y Gabino Rodríguez, como Los perros de Santa Martha

## Argumento
Enrique Zambrano (Adrián Ladrón) es un aficionado al fútbol americano, y entra a la penitenciaria de Santa Martha (CDMX) con impugnaciónes de robo de autos, y que una vez dentro busca a toda costa ser parte del equipo de la penitenciaria "Los perros de Santa Martha" y que una vez conseguido su objetivo no solo tendrá que jugar al lado de Combate (Andoni Gracia), Palafox (Hernán Mendoza), Quinto (Gabino Rodríguez), El Tripas (Carlos Valencia), y Marrón (Horacio García Rojas), entre otros, sino que además tendrá que "trabajar" para los directivos de la penitenciaria, así como para un personaje que en los últimos años se convirtió en uno de los menos favorecidos por la nación, pero protegidos por el presidente José López Portillo y el cual cometió los más grandes agravios al pueblo, el entonces jefe del Departamento de Policía y Tránsito del Distrito Federal, durante dicha gestión presidencial, Arturo Durazo Moreno, más vilmente conocido como "El Negro", el cual utilizó a Los perros. Dentro de la penitenciaria "Los Perros" eran el grupo de control, y que estaban por encima de la autoridad de los propios custodios, los que imponían castigos a los que no respetaban el código, los encargados de cobrar la lista, de  la distribución de droga y diversión, y que cuando no hacían estás labores y no estaban dentro del emparrillado jugando, eran  puestos en libertad para "trabajar" en las calles de la ciudad para favorecer la retorcida y corrupta mente de dicho personaje, con robo de autos y asalto a bancos, entre otros.
- Datos: Q26963258